# Torit
Torit là thủ phủ và thành phố lớn nhất của bang Đông Equatoria ở Nam Sudan.

## Lịch sử
Vào ngày 18 tháng 8 năm 1955, Quân đoàn Equatoria hành quân tại Torit, bắt đầu cuộc Nội chiến Sudan lần thứ nhất. Năm 1964, chính quyền quân sự ở Khartoum đã đóng cửa "tất cả các trường truyền giáo Cơ đốc" trong khu vực. Torit được cấp vị thế thành phố do thị trưởng quản lý vào ngày 19 tháng 8 năm 2013.

## Địa lý
Về mặt hành chính, thành phố thuộc bang Đông Equatoria ở phía đông nam của đất nước, gần biên giới quốc tế với nước Cộng hòa Uganda. Nó cách thủ đô Juba khoảng 150 km (93 mi) về phía đông.

### Khí hậu
Torit có khí hậu xavan (phân loại khí hậu Köppen Aw).
| Dữ liệu khí hậu của Torit          | Dữ liệu khí hậu của Torit | Dữ liệu khí hậu của Torit | Dữ liệu khí hậu của Torit | Dữ liệu khí hậu của Torit | Dữ liệu khí hậu của Torit | Dữ liệu khí hậu của Torit | Dữ liệu khí hậu của Torit | Dữ liệu khí hậu của Torit | Dữ liệu khí hậu của Torit | Dữ liệu khí hậu của Torit | Dữ liệu khí hậu của Torit | Dữ liệu khí hậu của Torit | Dữ liệu khí hậu của Torit |
| Tháng                              | 1                         | 2                         | 3                         | 4                         | 5                         | 6                         | 7                         | 8                         | 9                         | 10                        | 11                        | 12                        | Năm                       |
| ---------------------------------- | ------------------------- | ------------------------- | ------------------------- | ------------------------- | ------------------------- | ------------------------- | ------------------------- | ------------------------- | ------------------------- | ------------------------- | ------------------------- | ------------------------- | ------------------------- |
| Trung bình ngày tối đa °C          | 36.8                      | 37.9                      | 37.2                      | 34.9                      | 32.5                      | 31.7                      | 30.8                      | 31.1                      | 31.7                      | 32.4                      | 33.4                      | 35.1                      | 33.8                      |
| Tối thiểu trung bình ngày °C       | 23.4                      | 25.2                      | 26                        | 24.4                      | 22.7                      | 21.3                      | 20.6                      | 20.6                      | 20.9                      | 21.9                      | 22.8                      | 23.5                      | 22.8                      |
| Lượng Giáng thủy trung bình mm     | 3                         | 11                        | 21                        | 44                        | 99                        | 99                        | 107                       | 113                       | 87                        | 104                       | 34                        | 9                         | 731                       |
| Trung bình ngày tối đa °F          | 98.2                      | 100.2                     | 99.0                      | 94.8                      | 90.5                      | 89.1                      | 87.4                      | 88.0                      | 89.1                      | 90.3                      | 92.1                      | 95.2                      | 92.8                      |
| Trung bình ngày tối thiểu °F       | 74.1                      | 77.4                      | 79                        | 75.9                      | 72.9                      | 70.3                      | 69.1                      | 69.1                      | 69.6                      | 71.4                      | 73.0                      | 74.3                      | 73.0                      |
| Lượng Giáng thủy trung bình inches | 0.1                       | 0.4                       | 0.8                       | 1.7                       | 3.9                       | 3.9                       | 4.2                       | 4.4                       | 3.4                       | 4.1                       | 1.3                       | 0.4                       | 28.6                      |
| Số ngày mưa trung bình             | 2.3                       | 5.3                       | 11.7                      | 18.6                      | 23.8                      | 25.7                      | 27.2                      | 28.5                      | 24.9                      | 24                        | 13.3                      | 5.6                       | 210.9                     |
| Độ ẩm tương đối trung bình (%)     | 27                        | 28                        | 39                        | 54                        | 68                        | 72                        | 76                        | 76                        | 73                        | 69                        | 57                        | 38                        | 56                        |
| Số giờ nắng trung bình ngày        | 9.9                       | 9.8                       | 9.6                       | 9.2                       | 9.1                       | 8.9                       | 8.8                       | 8.9                       | 9.1                       | 8.9                       | 9.4                       | 9.7                       | 9.3                       |
| Nguồn: Weather Atlas               |                           |                           |                           |                           |                           |                           |                           |                           |                           |                           |                           |                           |                           |

## Dân số
Dưới đây là dân số của Torit qua các năm:
| 2004   | 2008   | 2017   |
| ------ | ------ | ------ |
| 20.050 | 33.657 | 20.048 |

## Giáo dục
Đại học Quốc tế Equatoria tạm thời khai trương tại Torit vào ngày 21 tháng 6 năm 2019, mặc dù nó đang được xây dựng tại một địa điểm cố định ở phía nam thành phố.